# Euchlaena astylusaria
Euchlaena astylusaria är en fjärilsart som beskrevs av Walker 1860. Euchlaena astylusaria ingår i släktet Euchlaena och familjen mätare. Inga underarter finns listade i Catalogue of Life.